# Одоне, Джаннетино
Джаннетино Одоне (итал. Giannettino Odone; Генуя, 1626 — Генуя, 1698) — дож Генуэзской республики.

## Биография
Родился в Генуе в 1626 году. Одним из его предков был юрист Джованни Одоне, мэр Генуи с 28 декабря 1436 года. Имя Джанеттино фигурирует в летописях во время эпидемии чумы, постигшей Лигурию в 1656-1657 годах, когда он работал комиссаром здравоохранения.
В последующие годы он занимал государственные должности "отца города", члена магистрата трирем, губернатора Сарцаны и сенатора Республики. Он был также прокурором и губернатором Республики.
Был избран дожем 16 июля 1677 года, 124-м в истории Генуи, став одновременно королём Корсики. Начало его правления было отмечено началом серьезного голода, который затронул Геную, Лигурию и другие регионы Италии. Наладить поставки зерна из менее пострадавших районов удалось лишь в 1678 году. В 1679 году в ходе конфликта с Францией генуэзское побережье было подвергнуто бомбардировке французским флотом: приблизительно 3000 снарядов, выпущенных французскими кораблями, причинили ущерб прибрежным виллам в районе Сампьердарены. Бомбардировки сильно испортили отношения между правительством Генуи и королём Людовиком XIV, что в 1684 году привело к разрушительной морской бомбардировке Генуи. 16 июля 1679 года завершил свой мандат, после чего продолжал служить Республике до 1694 года.
Умер в Генуе в 1697 году и был похоронен в аббатстве Сан-Джулиано в Альбаро.

### Личная жизнь
Был женат на Пеллегре Инвреа, дочери бывшего дожа Антониотто Инвреа (1661-1663).